# Городище (Черкаська область)
Городи́ще (з 07.03.1933 по 15.08.1944 — ім. Г. І. Петровського) — місто в Україні у Черкаському районі Черкаській області, залізнична станція на магістралі Київ — Дніпро. Центр Городищенської міської громади.

## Географія
Розташоване на височинних берегах річки Вільшанки, правої притоки Дніпра за 62 км від обласного центру — міста Черкаси.
У місті річка Попівка впадає у Вільшанку.

## Населення

### Чисельність
| 1741  | 1794  | 1860  | 1897   | 1972   | 1989   | 2001   | 2007   | 2011   | 2016   |
| ----- | ----- | ----- | ------ | ------ | ------ | ------ | ------ | ------ | ------ |
| 1,830 | 3,700 | 7,000 | 10,869 | 16,300 | 17,109 | 15,645 | 15,491 | 14,480 | 14,142 |

### Національний склад
Розподіл населення за національністю за даними перепису 2001 року:
| Національність  | Відсоток |
| --------------- | -------- |
| українці        | 96,49%   |
| росіяни         | 2,84%    |
| вірмени         | 0,18%    |
| білоруси        | 0,17%    |
| інші/не вказали | 0,32%    |

### Мова
Розподіл населення за рідною мовою за даними перепису 2001 року:
| Мова            | Чисельність, осіб | Відсоток |
| --------------- | ----------------- | -------- |
| Українська      | 15 054            | 97,18%   |
| Російська       | 390               | 2,52%    |
| Вірменська      | 21                | 0,14%    |
| Білоруська      | 12                | 0,08%    |
| Румунська       | 4                 | 0,03%    |
| Польська        | 2                 | 0,01%    |
| Інші/Не вказали | 8                 | 0,04%    |
| Разом           | 15 491            | 100%     |

## Історія
Місто виникло на місці давнього поселення. Засноване на початку XVI століття Васькевичами і початково мало назву Лінчинці. Згодом 20 лютого 1533 року власниками стали Жубрики.
Ймовірно, селище Лінчіці було зруйноване під час татарського нападу й повторно заселене через значний проміжок часу.
28 січня 1633 року його власником став Станіслав Конецпольський.
1649 року Городище стало сотенним містечком Черкаського полку. У другій половині XVII — на початку XVIII століть поселення переходило від одного власника до іншого. Після Прутського мирного договору 1711 року і до Жовтневого перевороту 1917 року городищенські маєтності були власністю спочатку польських магнатів Любомирських, а після придбання їх князем Потьомкіним передаються у спадок його племінниці Олександрі Енгельгард, дружині гетьмана польських військ Ксаверія Браницького, потім — князю Михайлу Воронцову (як придане Єлизавети, дочки Браницького) і зрештою — графині Катерині Балашовій. 1768 року мешканці містечка стали учасниками Коліївщини, під час якої Городище було звільнене від польських феодалів.
1848 року брати Кіндрат та Терентій Яхненки та Федір Симиренко заснували тут цукроварню. 1871 року в місті заснували Київське відділення Російського технічного товариства, центр якого за три роки, в 1874 році, перенесли до Києва.
З 1923 року місто стає районним центром Київської губернії, у 1925–1932 роках — Черкаської округи, з 1932 — Київської, а з 1954 року — Черкаської області. Під час Голодомору 1932—1933 років померло щонайменше 173 жителі міста. 1956 року Городище віднесено до категорії міст районного підпорядкування.

## Економіка
В місті працює одне промислове підприємство. Це холодокомбінат, ВАТ «Городищенський маслозавод»- закритий з 2013 року, а також агропідприємства: Агрофірма «Шульц», фермерське господарство «Долина», «Світанок», «Ромашка Плюс» та інші.
З 1961 року у місті працює Черкаський обласний дитячий кардіоревматологічний санаторій.

## Соціальна сфера

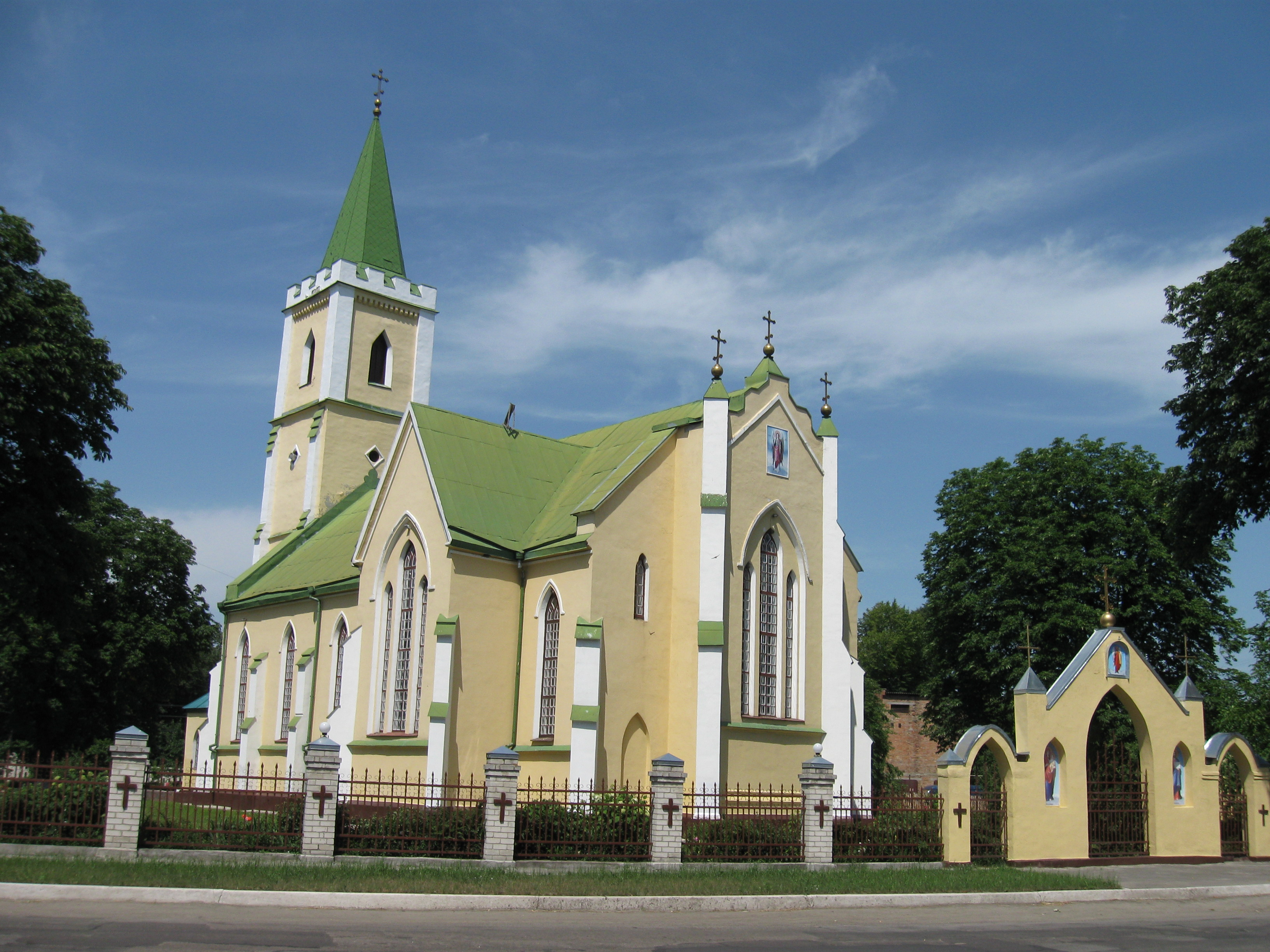
Михайлівська церква

У місті діє Городищенський коледж, Відокремлений структурний підрозділ Уманського національного університету садівництва.

### Пам'ятники архітектури
В місті знаходиться Михайлівська церква, яка була збудована 1844 року.
Наразі належить Російській Православній Церкві в Україні (УПЦ МП).

### Музеї
- Городищенський краєзнавчий музей — вул. Винниченка, 7;
- Городищенський літературно-меморіальний музей Івана Ле — вул. Героїв Чорнобиля, 141.

## Пам'ятки природи
В адміністративних межах Городища розташований гідрологічний заказник місцевого значення «Заріччя», заповідне урочище Цареві яри. На східній околиці міста розташоване заповідне урочище Хвилинка, та за 2 км заповідне урочище Монастирок. На території Городищенського лісництва знаходиться ботанічний заказник місцевого значення Городищенський. За 5 км від міста знаходиться ботанічний заказник місцевого значення Валявський.

## Відомі люди
У вересні 1843 року та двічі влітку 1859 року в Городищі бував Тарас Шевченко. Відвідували містечко і народовольці Андрій Желябов, М. І. Рисаков та Володимир Дебогорій-Мокрієвич.
У Городищі бували Микола Костомаров, Михайло Драгоманов. У 1870–1873 роках тут жив український етнограф Павло Чубинський, на цукровому заводі працював відомий інженер-технолог цукрової промисловості М. О. Топлигін.
У місті народились:
- Артеменко Микола Михайлович (1926 — 1991) — народний депутат України 1-го скликання, вчений-агроном;
- Гаркуша Іван Феодосійович (1896 — 1970) — білоруський ґрунтознавець, професор, академік Академії наук Білоруської РСР;
- Гаркуша Микола Андрійович (1914 — 1991) — радянський державний діяч, перший міністр меліорації і водного господарства УРСР, заслужений меліоратор УРСР;
- Гулак-Артемовський Петро Петрович (1790 — 1865)  — поет;
- Гулак-Артемовський Семен Степанович (1813 — 1873) — композитор;
- Лещинський Яків (1876 — 1966) — член Української Центральної Ради;
- Лисенко Сергій Миколайович (1921 — 1982) — український живописець.
- Луценко Григорій Васильович (1974) — український науковець, фізик, педагог, проректор Глухівського національного педагогічного університету імені Олександра Довженка;
- Махновський Костянтин Михайлович (1989) — український футболіст, воротар;
- Набок Михайло Данилович (1924 — 2012) — ветеран Другої світової війни, викладач української мови-літератури;
- Пеньков Валентин Іванович (1978 — 2015) — солдат Збройних сил України, учасник російсько-української війни;
- П'ятаков Леонід Леонідович (1888 — 1918) — революціонер, більшовицький державний діяч;
- П'ятаков Юрій Леонідович (1890 — 1937) — революціонер, більшовицький державний діяч;
- Співак Мойсей Семенович (1902 — невідомо) — радянський партійний діяч, депутат Верховної Ради УРСР 1-го скликання (1938—1947);
- Тогобочний Іван Андрійович (1862 — 1933) — актор, драматург;
- Труш-Коваль Василь Єлисейович (1905 — 1944) — поет.
- Усенко Данило Микитович (1886 — після 1929) — військовий, інженер-агроном; помічник комісара цивільного прифронтового комісаріату при 2-й Волинській дивізії (1920).

А також Герої Радянського Союзу:
- Василенко Микола Григорович (1911 — 1944) ;
- Лютий Григорій Михайлович (1924 — 1986) ;
- Мамай Микола Васильович (1914 — 1945) ;
- Медвідь Іван Федосійович (1918 — 1945) .

## Галерея

Городищенське відділення поліції
Міський будинок культури
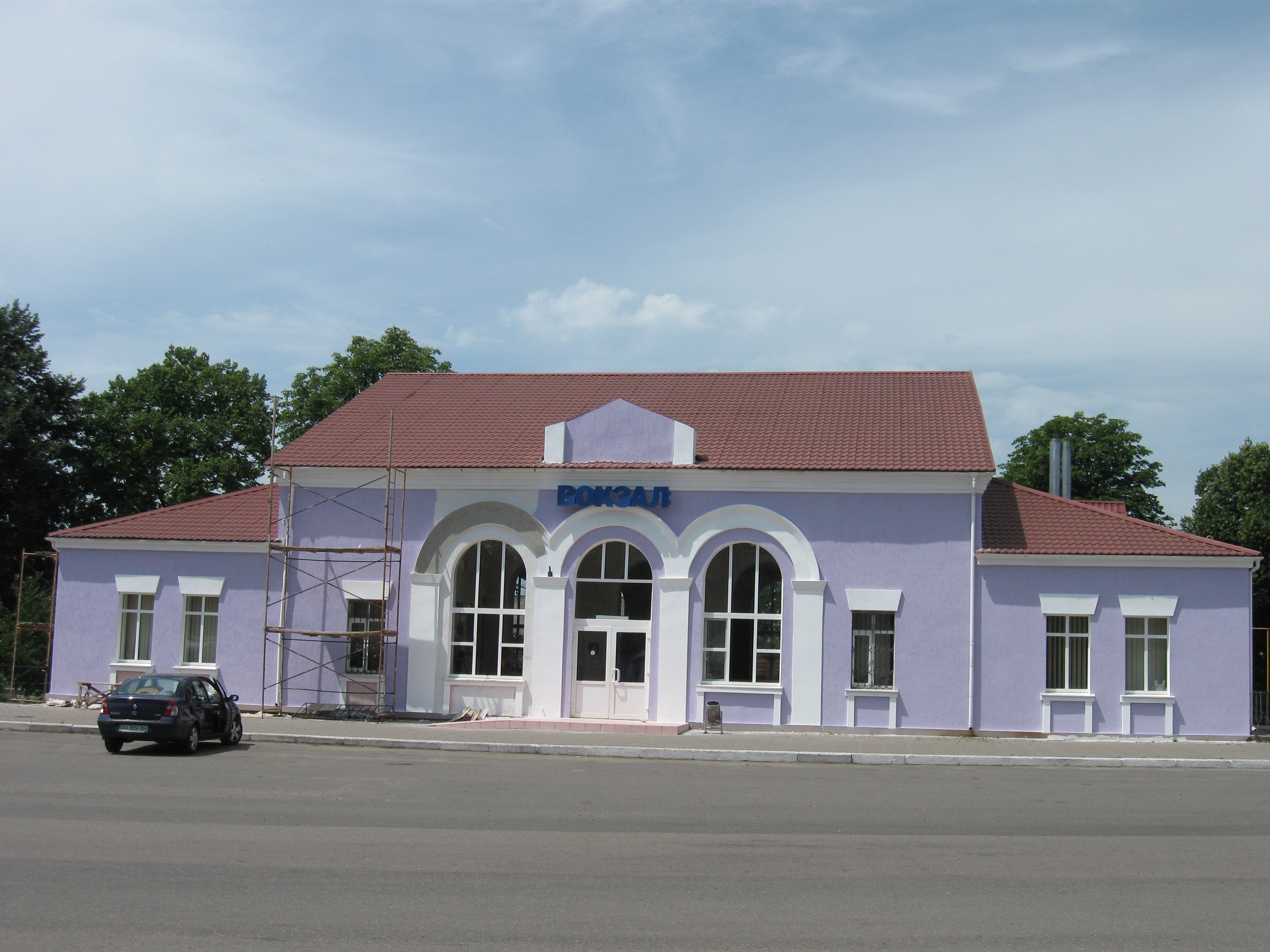
Залізничний вокзал
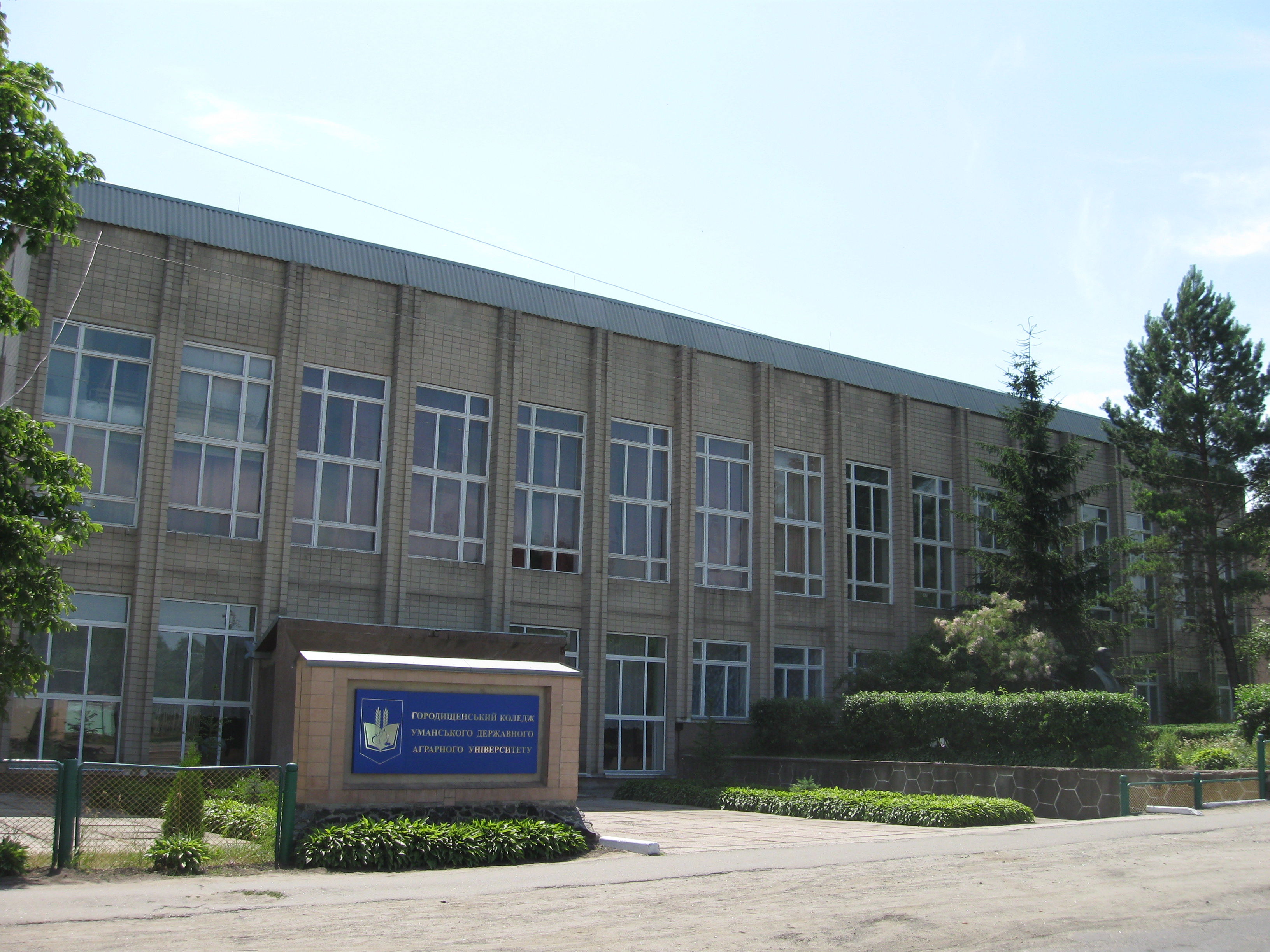
Городищенський коледж Уманського національного університету садівництва
Пам'ятник Левкові Симиренку
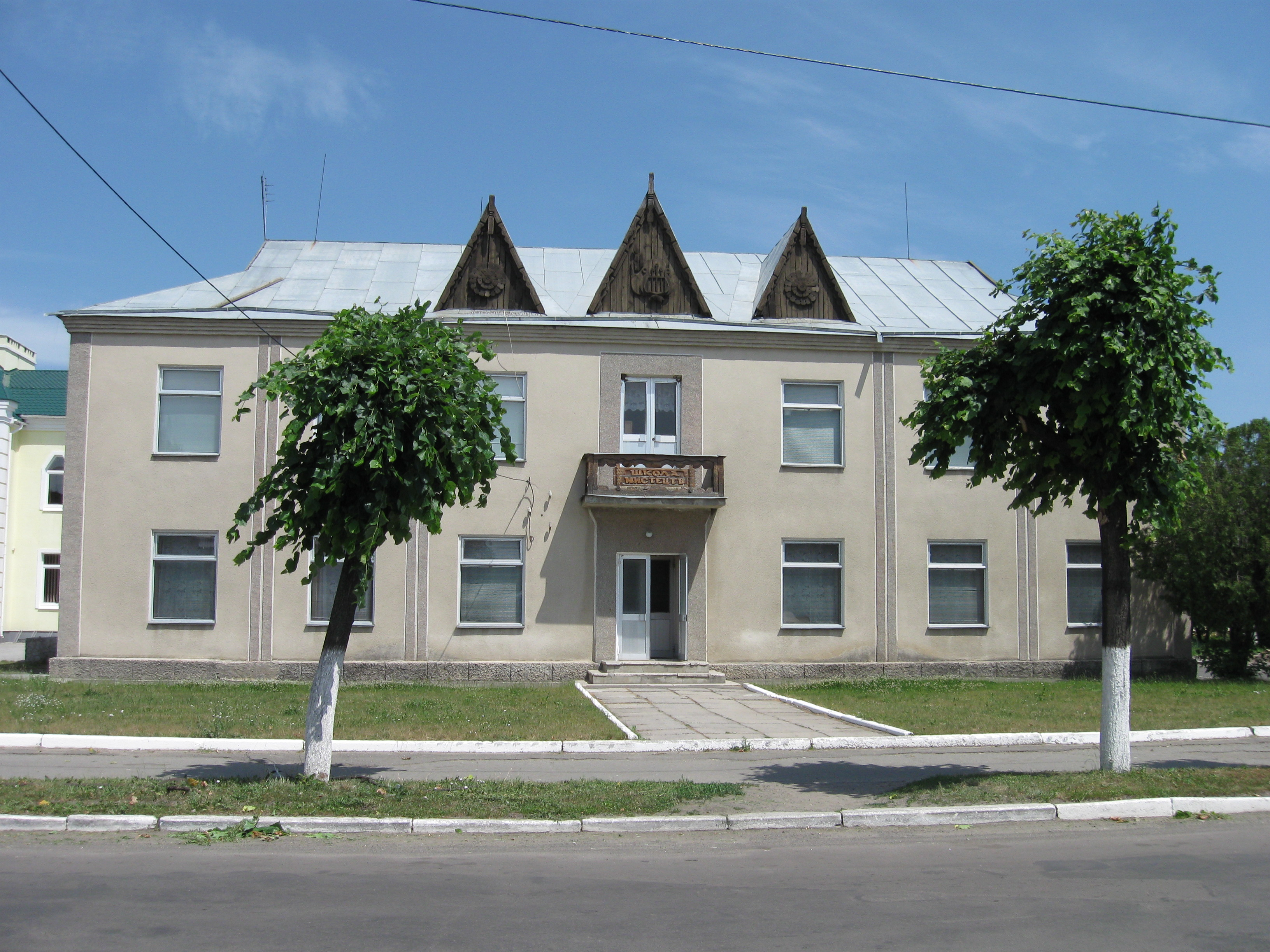
Міська школа мистецтв
Кінотеатр Жовтень